# Georgia Bureau of Investigation
Georgia Bureau of Investigation (zkráceně GBI, česky: Úřad pro vyšetřování státu Georgia) je celostátní nezávislá vyšetřovací agentura v americkém státě Georgie, která poskytuje pomoc georgierskému systému trestního soudnictví v oblastech vyšetřování trestných činů, služeb forenzních laboratoří a počítačových informací. Úřad vznikl v březnu 1937. Od 18. února 2019 je ředitelem GBI Vic Reynolds.

## Historie
Od založení státu Georgia v roce 1733 byla za vymáhání práva zodpovědná místní vláda. To se změnilo roku 1937, kdy byl přijat zákon č. 220, kterým se zřídilo Ministerstvo veřejné bezpečnosti. Toto ministerstvo zahrnovalo georgierskou státní hlídku a vyšetřovací divizi v civilu, nazvanou Division of Identification, Detection, Prevention and Investigation (česky Divize identifikace, detekce, prevence a vyšetřování). Toto oddělení uchovávalo otisky prstů a kriminální minulost lidí. GBI zaměstnávala agenty jako vyšetřovatele kriminality, aby pomáhali místním úředníkům, policistům a jiným orgánům činných v trestním řízení. V roce 1940 byl název změněn na Georgia Bureau of Investigation. Roku 1972 tehdejší guvernér Georgie Jimmy Carter navrhl rozsáhlé změny ve struktuře výkonné moci státní správy, které zapříčinily zavedení zákona o výkonné reorganizaci. V důsledku přijetí tohoto zákona bylo dne 28. února 1974 z GBI vytvořena nezávislá agentura, která byla oddělená od georgierského ministerstva veřejné bezpečnosti.

## Dnešní činnost GBI
GBI je dnes rozdělena na několik oddělení. Mezi ty patří:
- Vyšetřovací oddělení (anglicky Investigative Division) - Největší oddělení GBI. Zvláštní agenti reagují na žádosti o pomoc od místních orgánů činných v trestním řízení při vyšetřování závažných trestných činů, jako jsou vraždy, znásilnění, zneužívání dětí, ozbrojené loupeže, podvody aj. Vyšetřování drog, krádeže identity a vyšetřování trestných činů proti dětem jde zahájit okamžitě, bez žádosti. Dále agenti vyšetřovacího oddělení provádějí domovní prohlídky, zatýkají pachatele výše uvedených trestných činů, zabavují majetek, který byl propašován, mají právo zadržet osobu, která porušuje trestní zákony jak Georgie, tak i ostatních států USA.
- Oddělení forenzních věd (anglicky Division of Forensic Sciences, DOFS) - Toto oddělení provádí důkladné analýzy, které následně předává např. soudu.
- Georgierské kriminální informační centrum (anglicky Georgia Crime Information Center, GCIC) - Toto oddělení uchovává spoustu důležitých informací, které je připravena poskytnout, pokud to bude nutné. Uchovává např. otisky prstů, kriminální historii občanů, nebo registr ochranných příkazů. Mezi ochranné příkazy může patřit třeba příkaz na určitou osobu, která nemůže nakupovat střelné zbraně.
- Úřad lékaře (anglicky Medical Examiner's Office ) - Poskytuje služby forenzní patologie, pokud je úmrtí člověka zjevně vražedné, sebevražedné, za podivných okolností nebo z neznámého důvodu, pokud osoba zemřela ve věznici či vazbě, pokud úmrtí souvisí s nemocí, která může představovat hrozbu pro širokou veřejnost apod.

- Krizový intervenční tým (anglicky Crisis Intervention Team) - Pomáhá lidem s duševními poruchami, vývojovými poruchami a jinými poruchami mozku. Je-li to vhodné, usilují o umístění těchto lidí na léčení, nikoliv za mříže.